# Mark Flickinger
Mark Flickinger (ur. 27 lutego 1979 w Elmina) – amerykański wioślarz.

## Osiągnięcia
- Mistrzostwa Świata – Sewilla 2002 – czwórka bez sternika – 12. miejsce[1].
- Mistrzostwa Świata – Mediolan 2003 – czwórka bez sternika – 7. miejsce[1].
- Mistrzostwa Świata – Monachium 2007 – czwórka podwójna – 9. miejsce[1].